# 瘤羽假毛蕨
瘤羽假毛蕨（学名：Pseudocyclosorus tuberculiferus）为金星蕨科假毛蕨属下的一个种。

## 扩展阅读
- 維基物種上的相關：瘤羽假毛蕨